# Adelognathus pallipes
Adelognathus pallipes là một loài tò vò trong họ Ichneumonidae.